# Baragoi
Baragoi este un oraș din Kenya. Conform recensământului din 1999 are 20.000 de locuitori, majoritatea din triburile Samburu și Turkana.